# Begone Dull Care
Albums de Junior Boys
The Dead Horse EP 2007
Begone Dull Care est le troisième album du groupe Junior Boys, sorti en 2009 sur le label Domino Records. 
Le nom de l'album provient d'un film d'animation canadien de Norman McLaren et Evelyn Lambart de 1949, Caprice en couleurs, et dont le nom anglophone est Begone Dull Care.

## Liste des titres
1. Parallel Lines - (6:31)
2. Work - (6:32)
3. Bits and Pieces - (4:01)
4. Dull to Pause - (4:52)
5. Hazel - (6:13)
6. Sneak a Picture - (7:00)
7. The Animator - (5:07)
8. What It's For - (6:56)